# Christianne Legentil
Marie Christianne Legentil (Port Mathurin, 27 de mayo de 1992) es una deportista mauriciana que compite en judo. Ganó seis medallas en el Campeonato Africano de Judo entre los años 2009 y 2022.

## Palmarés internacional
| Campeonato Africano | Campeonato Africano       | Campeonato Africano | Campeonato Africano |
| Año                 | Lugar                     | Medalla             | Categoría           |
| ------------------- | ------------------------- | ------------------- | ------------------- |
| 2009                | Puerto Louis (Mauricio)   | Medalla de bronce   | –48 kg              |
| 2013                | Maputo (Mozambique)       | Medalla de bronce   | –52 kg              |
| 2014                | Puerto Louis (Mauricio)   | Medalla de plata    | –52 kg              |
| 2015                | Libreville (Gabón)        | Medalla de plata    | –52 kg              |
| 2017                | Antananarivo (Madagascar) | Medalla de plata    | –52 kg              |
| 2022                | Orán (Argelia)            | Medalla de plata    | –57 kg              |